# 孫其昌
孫 其昌（そん きしょう）は、中華民国、満州国の政治家。北京政府、奉天派に属し後に満州国で要人となった。字は鍾舞、仲舞。

## 事績
清末の附生。日本に留学し、東京師範学校を卒業した。帰国後は、遼寧師範学校校長、奉天商業学校校長、黒竜江省督軍公署秘書を歴任している。1920年（民国9年）7月、署理黒竜江省教育庁庁長となる。翌年7月、北京政府外交部特派吉林交渉員に転じた。1925年（民国14年）、吉林省財政庁庁長兼永衡官銀号会弁に就任した。1927年（民国16年）5月、吉長道尹に任命されている。張学良が国民政府に易幟した翌年12月、孫は吉林省政府委員となっている。その後、同省建設庁庁長も兼ね、1931年（民国20年）に辞職した。
同年、満州事変（九・一八事変）が勃発すると、孫其昌は熙洽が組織した吉林省政府に加入し、民政庁庁長兼永衡官銀号会弁兼煙酒事務局局長に任じられる。翌1932年（大同元年）3月9日に満州国が正式に成立すると、孫は参議府参議に起用された。同年6月1日、財政部次長の栄厚が満州中央銀行総裁に転じたため、孫がその後任となっている。1933年（大同2年）6月21日に黒竜江省省長へ移り、翌1934年（康徳元年）12月1日に竜江省が成立すると同省省長となった。
1935年（康徳2年）5月21日、孫其昌は満州国財政部大臣に任じられた。1937年（康徳4年）5月7日、民政部大臣に異動し、同年7月1日、改組により民生部大臣となっている。しかし1940年（康徳7年）5月16日、孫は参議府参議に左遷された。満州国の経済政策に対して不満を鳴らしたことが原因とされる。1942年（康徳9年）9月28日までその地位にあった。
1945年（民国34年）8月に満州国が崩壊すると、孫其昌は瀋陽や北平に隠れ住んだ。しかし、中華人民共和国成立後の1951年2月に、北京市公安局に逮捕されてしまう。1954年、孫其昌は処刑された。享年70。

## 注
1. 1 2  徐主編（2007）、1532頁。
2. ↑  「吉林独立政府成る」『読売新聞』昭和6年（1931年）9月29日。
3. ↑  「満州政府の閣員 昨日正式に発表」『東京朝日新聞』昭和7年（1932年）3月11日。
4. ↑  郭主編（1990）、1757頁。
5. ↑  郭主編（1990）、1762頁。
6. ↑  郭主編（1990）、1838頁。
7. ↑  「鄭総理辞表を捧呈 張景恵氏に大命降下」『東京朝日新聞』昭和15年（1935年）5月22日夕刊。
8. ↑  「満州国内閣改造きょう発表、六大官勇退」『東京朝日新聞』1937年5月8日夕刊。
9. ↑  「満州の人事異動 行革に伴い七月発令」『東京朝日新聞』昭和12年（1937年）6月12日。
10. ↑  「満州国首脳異動 経済大臣ら十九氏更迭」『大阪毎日新聞』昭和15年（1940年）5月17日。
11. ↑  山室（2004）、243頁。
12. ↑  「共栄圏の重責完遂へ 満州国大臣全面更迭」『朝日新聞』昭和17年（1942年）9月29日夕刊、1面。
13. ↑  「瀋陽“九・一八”歴史博物館」。
14. ↑  劉景泉主編（1999）。